# Mario Vega
Mario Vega es un pastor salvadoreño perteneciente a la iglesia evangélica, líder de una de las iglesias más numerosas del mundo, y la más numerosa del continente americano. Misión Cristiana Elim, una iglesia con sede central en San Salvador, El Salvador, que cuenta con más de 100,000 asistentes, con iglesias en todo El Salvador y el mundo y más de 7,500 grupos celulares.
Vega es reconocido en la sociedad salvadoreña, por ser columnista de uno de los principales periódicos de su país, escribe un artículo semanal. Es un líder evangélico influyente de El Salvador, siendo su ministerio reconocido ampliamente y entre los personajes evangélicos más destacados, ha sido autor de varios libros con temas cristianos y ha sido presidente de la Alianza Evangélica de El Salvador, entidad que representa la iglesia evangélica salvadoreña conformada por gran parte de ministerios evangélicos. Además, Mario Vega es parte del equipo de Joel Comiskey Group, investigador de iglesias celulares
Se considera como persona de recurso para arrojar luz sobre ciertos temas sociales. También participan en la lucha contra la pobreza mediante el establecimiento de programas concretos con la Iglesia; formación en empleo, educación ambiental, pruebas de VIH. Mario Vega es un no-violento de convicción y denuncia las injusticias que sufre su país
Mario Vega es parte de la directiva del Directiva Mundial de Church Growth International, y su ministerio es apoyado por diferentes denominaciones evangélicas, después de 43 años de ministerio es uno de los pastores hispanoamericanos más escuchados, habiendo predicado en cada uno de los 5 continentes a varios miles de personas Además, Visión Mundial El Salvador nombró al pastor como “Embajador de la Niñez Salvadoreña” reconociendo su trabajo para erradicar todos los tipos de violencia contra la niñez además recibió otro reconocimiento por su aporte en el tema niñez migrante. Además ha recibido el máximo galardón de la Universidad evangélica del Salvador el premio Sol de Justicia.

## Biografía
José Mario Vega Medina, nació el 12 de enero de 1958 en San Salvador, El Salvador. Es el segundo de 3 hermanos, hijos del matrimonio conformado por Antonio Adalberto Vega, tipógrafo y María del Carmen Medina, auxiliar contable. Estudió secundaria en el Externado San José y cursó estudios universitarios en la Universidad Centro Americana (UCA).
Su niñez fue rodeada de convivencia familiar entre hermanos y primos. Los domingos se reunían los niños a ver televisión. Ese día era el único en que podían tener esta actividad de entretenimiento. Otras actividades recreativas eran visitas al Parque Infantil junto a primos y hermanos.
Mario, junto a su familia, vivió su infancia en Colonia El Ferrocarril, sobre Boulevard Venezuela, casa 614, en San Salvador. En esa vivienda no sólo residían los padres de Mario y sus hermanos, sino también sus abuelos paternos. A pesar de lo común de la época donde la mujer era quien cuidaba a los hijos, Mario creció en un hogar poco convencional, debido a que su madre trabajó como auxiliar contable. La economía familiar si bien es cierto no era de una familia acomodada, sí tuvieron lo necesario.

### Hermanos
Miguel Vega (29 de septiembre de 1956) – Cursó su primaria en la Escuela Walter Thilo Deininger y secundaria en el Colegio Don Bosco. Residente en El Salvador. Estudió en la Escuela Nacional de Agricultura. Se graduó de Ingeniero Agrónomo, aunque su pasión siempre fue el trabajo en la Cruz Roja en la dirección del área de desastres naturales. 
Carolina Vega nació el 7 de agosto de 1959 — Emigró hacia Estados Unidos a los 15 años y a pesar de haberse separado a temprana edad de su familia, tiene una estrecha relación con sus hermanos, quienes hasta la fecha son protectores con ella.  

### Sus padres
La madre de Mario, María del Carmen Medina, fue originaria de Santa Ana. Sus orígenes son sencillos. En su infancia, apoyaba a la economía de su familia con la venta de tostadas en las afueras de un cine capitalino. Conoció a Antonio Vega en una fiesta. 
Desde la infancia Mario se caracterizó por tener un carácter tranquilo, callado, y sobresaliente en sus estudios. De salud delicada, pero activo en sus pasatiempos como leer y escuchar música. Su hermana lo califica como un niño diferente porque tenía mente fotográfica. No necesitaba invertir grandes horas de estudio como los demás niños para tener resultados destacados en materia escolar. Sus calificaciones eran de excelencia. A pesar de ser un niño, no tenía tiempo de ocio, pues siempre tenía algo qué hacer. Era aficionado a leer, diseñar y crear. Contrario a cualquier niño, no gustaba de comer golosinas. Desde temprana edad fue muy cuidadoso en su alimentación, prefería comer fruta.
Una de sus cualidades en la infancia fue su disciplina. Desde pequeño recibía de su padre una mesada semanal de ₡1.00, la cual ahorraba.Esto le permitía que cuando algo le gustaba, podía permitirse comprar un jeans o un disco. Este hábito fue inculcado por su madre que se caracterizaba por ser una mujer ahorradora.  
Su adolescencia permitió dar paso a días de libertades y aventuras. Con un estilo Hippie, Mario gustaba de tener el pelo largo, jeans desgastados y camisetas con diseños hechos por él mismo con tintes domésticos. Se declaraba fan de lo que él denominaba “Rock Puro”. En casa se escuchaba a volumen alto a Cat Stevens, Pink Floyd, entre otros. A pesar de los años de rebeldía, Mario nunca fue un hombre rudo, brusco o machista.
Criado en una familia devota al catolicismo, Mario fue el primero en creer en el sacrificio de Jesucristo, bajo la fe cristiana evangélica.Este hecho fue un escándalo en su familia, debido a las raíces fuertes que lo habían llevado al bautismo, primera comunión, y confirmación.
Mario es una persona muy cariñosa y mantiene una relación muy cercana con su hijo José, su único hijo, con quien comparte un vínculo similar al de mejores amigos. Su familia y cercanos destacan su integridad y la coherencia entre su prédica y sus acciones. Su familia lo describe como un hombre cuidadoso y protector. Reservado, incluso con sus proyectos personales que significan el apoyo espiritual y económico a los más necesitados.

### Contexto político, social y económico en la infancia
| Entre 1958 y 1968, San Salvador y El Salvador en general atravesaron un período marcado por transformaciones políticas, sociales y económicas que sentaron las bases para los conflictos que estallarían en décadas posteriores. Aquí los contextos clave: Contexto político: Creció en un período de gobiernos militares autoritarios (1958-1968) donde las elecciones eran controladas y la represión política era común. Contexto económico: La economía dependía del café, con una fuerte desigualdad social. Hubo una leve industrialización, pero la pobreza seguía afectando a la mayoría de la población. Contexto social: La urbanización acelerada llevó a la formación de cinturones de miseria en San Salvador. La Iglesia Católica tenía un fuerte papel en la vida cotidiana, y los movimientos sociales comenzaban a surgir. Acceso desigual a la educación: La educación creció, pero con desigualdades. Los niños pobres tenían pocas oportunidades, mientras que las élites accedían a educación privada. Exposición a la pobreza y trabajo infantil: Muchos niños crecieron en condiciones precarias, con desnutrición y falta de servicios básicos. El trabajo infantil era común, sobre todo en la agricultura y el sector informal. Impacto de la migración rural-urbana: Muchas familias se trasladaron a San Salvador en busca de empleo, viviendo en condiciones marginales y perdiendo redes de apoyo comunitarias. Influencia de un sistema autoritario: La cultura de obediencia y miedo moldeó la crianza de los niños. Muchos crecieron viendo represión y protestas, lo que generó desconfianza hacia las instituciones. Influencia cultural y religiosa: La religión ofrecía un refugio moral, pero también reforzaba estructuras jerárquicas rígidas. Las festividades eran momentos de esparcimiento en medio de la precariedad. Impacto en su desarrollo: Las condiciones difíciles fomentaron resiliencia, pero también traumas generacionales. Muchos de estos niños, al crecer, participarían en movimientos sociales o en el conflicto armado. |

A pesar del contexto sociopolítico en el que creció, Mario tuvo una infancia sin mayores desafíos, en comparación a lo que la mayoría de niños vivían en El Salvador. Los padres de Mario sin ser personas adineradas, lograron estabilidad económica, debido a la alta disciplina en sus finanzas y costumbres de ahorro.Cualidad más fuertemente arraigada en la madre de Mario Eso es lo que hace contraste entre los orígenes sencillos de la familia de pastor y el difícil entorno en el que creció.

## Formación académica
La formación académica de Vega comenzó en el Externado San José, donde completó su educación primaria y secundaria, graduándose como Bachiller Físico-Matemático en 1976. Posteriormente, cursó estudios en la Universidad Centroamericana José Simeón Cañas, donde inició una Licenciatura en Letras (1977-1978), antes de dedicarse plenamente a la teología. Años después obtendría su Licenciatura en Teología en el Logos Christian College & Graduate Schools en el año 2000. Esta base académica le permitió desarrollar una perspectiva integral.
| Educación básica | Externado San José, San Salvador. |
| Bachillerato     | Bachiller Físico-Matemático. Externado de San José. San Salvador. 1976.                                                                                                 |
| Universidad      | Licenciado en Teología. Logos Christian College & Graduate Schools. 2000. Estudios de Licenciatura en Letras. Universidad Centroamericana José Simeón Cañas. 1977-1978. |

### Otra formación
- Escuela de Ciencias Bíblicas. San Salvador. 2007-2010
- Diplomado en Griego del Nuevo Testamento. Universidad Evangélica de El Salvador. 1991.
- Diplomado en Producción de programas de televisión. Televisión Educativa. 1979.

## Inicio en la Misión Cristiana Elim
Mario Vega ingresó a la Misión Cristiana Elim en 1977, y tan solo tres años después, el 13 de abril de 1980, fue ordenado como pastor. Su dedicación y habilidades de liderazgo lo llevaron a ser ordenado como Pastor General el 20 de abril de 1997. Bajo su dirección, la Misión Cristiana Elim experimentó un crecimiento significativo, consolidándose como una de las congregaciones más influyentes de El Salvador.

## Liderazgo y Membresías
Su liderazgo se extiende más allá de su congregación local. Ha sido miembro de diversas organizaciones internacionales y nacionales, como la Directiva Mundial de Church Growth International. y el Consejo Continental del Instituto Pro Educación Integral Estas posiciones le han permitido influir en el desarrollo de políticas y estrategias que benefician a las comunidades evangélicas a nivel global.
- Miembro de la Directiva Mundial de Church Growth International. Seúl, Corea del Sur. 2005-2014[2]
- Director del Centro de Estudios Teológicos Interdisciplinarios, extensión El Salvador. 2006-2014
- Miembro del Consejo Continental del Instituto Pro Educación Integral. 2012-2014
- Miembro de la Directiva de Cell Church Missions Network. Hong Kong. 2007-2012 [2]
- Miembro de la Directiva de Joel Comiskey’s Group. E.U.A. 2008-2014 [2]
- Miembro de la Directiva de Visión Mundial El Salvador. 2008-2014[3]
- Vicepresidente de la Alianza Evangélica de El Salvador. 2012-2014[3]

## Contribuciones Académicas y Publicaciones
Además de su trabajo pastoral, Mario Vega ha hecho importantes contribuciones académicas y literarias. Entre sus publicaciones se encuentran libros que abordan temas desde la vida cristiana cotidiana hasta profundos estudios teológicos y sociales. Su primer libro, “Orientaciones sobre el Noviazgo Cristiano” (1979), refleja su interés por guiar a los jóvenes en aspectos fundamentales de la vida. Otros títulos destacados incluyen “El Siervo de Restauración” (1984), “El Bautismo en el Nombre de Jesús” (1991), y “La Mutación de la Violencia en El Salvador” (2016). Sus escritos no solo han tenido un impacto en la comunidad religiosa, sino que también han ofrecido perspectivas valiosas sobre la realidad social y política de El Salvador 
Investigaciones y Proyectos Socio-Religiosos
Mario Vega ha llevado a cabo numerosas investigaciones que exploran la relación entre los evangélicos y la sociedad, así como los desafíos contemporáneos que enfrenta la iglesia. Estudios como “Los evangélicos y sus relaciones sociopolíticas” (1993) y “El desafío de la política partidaria a la Iglesia” (2006) demuestran su compromiso con entender y abordar las complejidades de la fe en un contexto sociopolítico.

### Investigaciones[3]
| 1993 | Los evangélicos y sus relaciones socio-políticas.                                                                                           |
| 1998 | Los evangélicos 106 años después. |
| 2000 | Los evangélicos hoy. |
| 2002 | La Iglesia Evangélica frente al siglo XXI.                                                                                                  |
| 2004 | Misión de la Iglesia Evangélica. |
| 2006 | El desafío de la política partidaria a la Iglesia.                                                                                          |
| 2006 | Marco bíblico-teológico de los derechos de la niñez y el rol de los líderes evangélicos en los derechos de las niñas, niños y adolescentes. |
| 2007 | Violencia y Reino de Dios. Marco bíblico teológico de la violencia contra niños, niñas y adolescentes.                                      |
| 2007 | Desafíos pastorales para entender y confrontar la realidad.                                                                                 |
| 2011 | Impresiones del Congreso Lausana III desde la perspectiva pastoral salvadoreña. Luces y sombras.                                            |
| 2011 | Impulso a la formación del espacio público: Los medios de comunicación evangélicos. Ponencia del Primer Encuentro de Historia Protestante.  |

## Reconocimientos y Legado
A lo largo de su carrera, Vega ha recibido numerosos reconocimientos que subrayan su impacto tanto en la iglesia como en la sociedad. En 2011, recibió el reconocimiento “Sol de Justicia” otorgado por la Universidad Evangélica de El Salvador. Entregado por enaltecer el Evangelio del Señor Jesucristo en la nación; y en 2012, fue designado “Embajador de la Alfabetización” por el vicepresidente de la República y el ministro de Educación Estos honores reflejan su compromiso con la educación y el desarrollo social, aspectos fundamentales de su ministerio.
Mario Vega ha dedicado su vida a servir a su comunidad a través de la educación, la investigación y el liderazgo espiritual. Su enfoque integral que combina la teología, la educación y la acción social lo convierte en una figura clave no solo en el ámbito religioso, sino también en el panorama social de El Salvador.

### Reconocimientos[3]
- “Pastor de la iglesia de mayor desarrollo y crecimiento.” Otorgado por el Consejo Municipal de la ciudad de Soyapango. Entregado en el marco del 468 aniversario de la ciudad. 15 de enero de 2011.

- “Sol de Justicia” Otorgado por la Universidad Evangélica de El Salvador. Entregado por enaltecer el Evangelio del Señor Jesucristo en la nación. 18 de julio de 2011.

- “Embajador de la Alfabetización.” Otorgado por el vicepresidente de la República y ministro de Educación Salvador Sánchez Cerén en reconocimiento al liderazgo y valores humanitarios. 20 de junio de 2012.

- “Reconocimiento por contribución al desarrollo a través del estudio universitario y teológico.” Otorgado por la Universidad Cristiana de las Asambleas de Dios en el marco de su 29° aniversario de fundación. 26 de septiembre de 2012.

## Libros publicados
1. Orientaciones sobre el Noviazgo Cristiano. Editorial Universitaria. 1979. Una reimpresión.
2. El Siervo de Restauración. 1984. Cinco reimpresiones.
3. La Imagen Cristiana en la Mujer. 1985.
4. Cantos Cristianos. 1986. Una reimpresión.
5. El Bautismo en el Nombre de Jesús. 1991. Seis reimpresiones.
6. Manual de Doctrinas Básicas. 1993. Cincuenta y dos reimpresiones.
7. Biografía del pastor Sergio Solórzano.
8. Reflexiones sobre la Verdad. 2004. Dos reimpresiones.
9. Los Minotauros en sus Laberintos. 2008. Dos reimpresiones.
10. Elías, el profeta del legado. 2014. Dos reimpresiones.
11. La Mutación de la violencia en El Salvador. 2016. Una impresión
12. Guía para células de adultos. 107 volúmenes.